# Politique au Sénégal
Le Sénégal est une république à régime présidentiel multipartite où le président exerce la charge de chef de l'État et le Premier ministre, la fonction de chef du gouvernement. Le pouvoir exécutif est aux mains du président tandis que le pouvoir législatif est partagé entre le gouvernement et le parlement. Le pouvoir judiciaire est indépendant des deux premiers. Le Sénégal est l'un des rares pays d’Afrique à n'avoir jamais vécu de coup d'État. Léopold Senghor, premier président après l'indépendance, a abdiqué en faveur de son Premier ministre, Abdou Diouf, en 1981. Le président actuel, Bassirou Diomaye Faye, est élu en mars 2024.

## Contexte constitutionnel
Le président est élu au suffrage universel pour un mandat de 5 ans renouvelable une fois depuis la révision constitutionnelle de 2016. Le Parlement, redevenu bicaméral en mai 2007, est composé d'une Assemblée nationale réunissant 165 députés. Le Parti socialiste était majoritaire au parlement jusqu'aux élections d'avril 2001, date à laquelle la coalition du président Wade remporte la majorité (89 sièges). La Cour de cassation, plus haute cour d'appel, et le Conseil constitutionnel, dont les juges sont nommés par le Président, constituent les plus hautes instances judiciaires du pays. Le Sénégal est divisé en 14 régions administratives avec à leur tête un gouverneur nommé par le président. La loi sur la décentralisation entrée en vigueur en janvier 1997 a attribué aux assemblées régionales un certain nombre de compétences jusque-là réservées au gouvernement central.

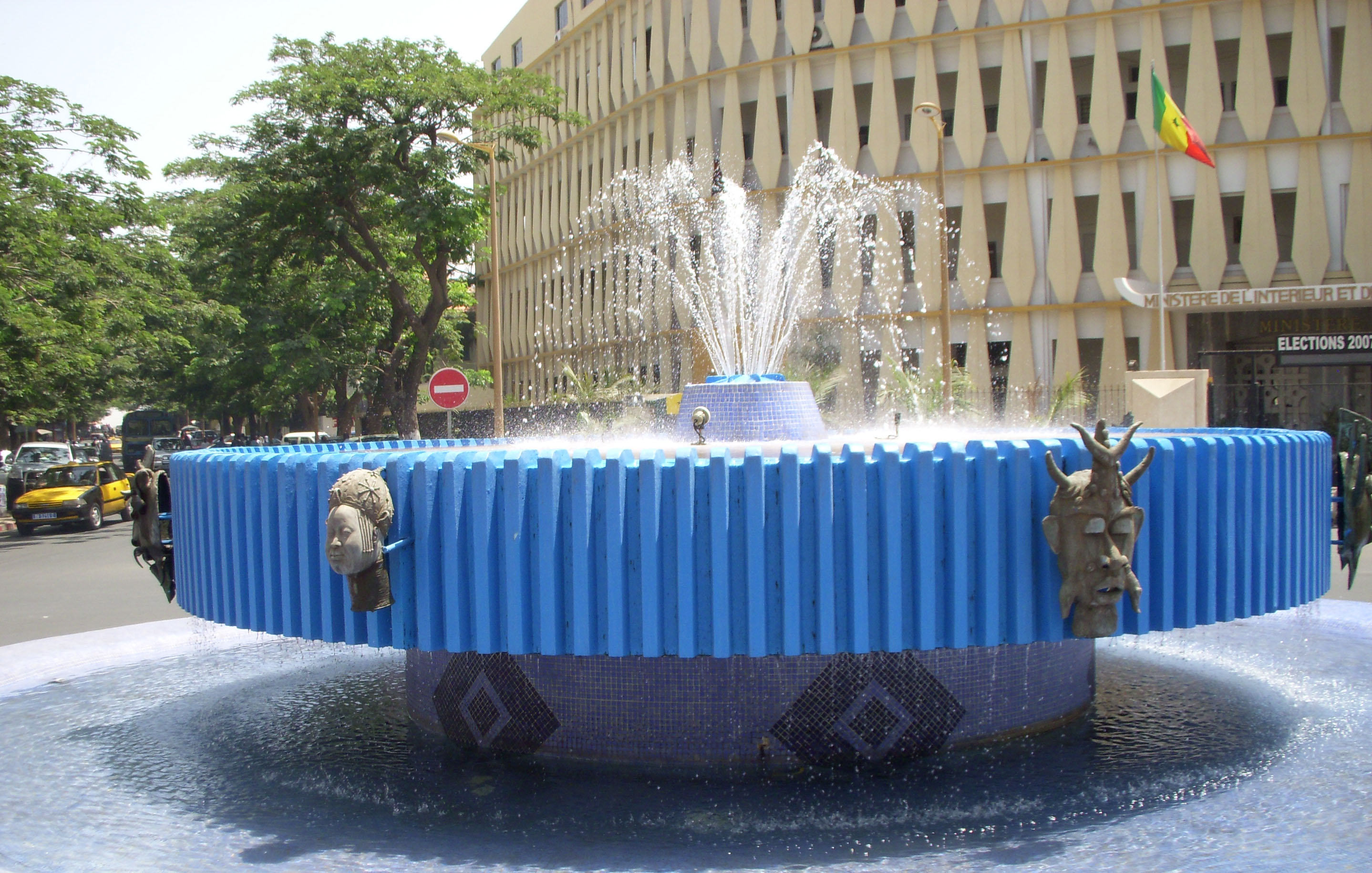
Le Ministère de l'Intérieur et des Collectivités locales à Dakar.

Le Parti socialiste perdit la majorité qu'il avait conservée pendant 40 ans lorsque Wade, président du Parti démocratique sénégalais (PDS) et chef de file de l'opposition depuis 25 ans, remporta l’élection présidentielle. La révision de la Constitution intervenue en 2001 ramène la durée du mandat présidentiel de sept à cinq ans et instaure une limite de deux mandats. Wade sera le dernier président élu pour une période de sept ans.
Abdoulaye Wade mène une politique libérale, avec un certain nombre de privatisations et d'autres mesures d'ouverture des marchés. Il entend donner davantage de poids au Sénégal au niveau régional et international. Les moyens restent cependant limités et le rythme de la libéralisation de l'économie est faible. Le pays joue un rôle significatif au sein d'organisations régionales et internationales. Wade a fait des relations avec les États-Unis une priorité.
La réputation de démocrate de Wade s'est ternie à la fin de son premier mandat lorsque son opposant principal au sein de son parti, Idrissa Seck, fut arrêté et accusé de malversations financières et d'atteinte à la sécurité nationale. Wade refusa la tenue des élections, prévues en 2006, avançant des arguments économiques plaidant pour la tenue simultanée des élections présidentielle et législatives en 2007. De nombreuses formations, qui soutenaient initialement le PDS, ont maintenant rejoint le PS dans les rangs de l'opposition.

## Dates clés depuis l'indépendance en1960
- 1960 : Léopold Sédar Senghor (également poète, élu à l'Académie française) devient président
- 1962 : Le Président du Conseil, Mamadou Dia, et 4 ministres (Valdiodio N'diaye, Ibrahima Sar, Joseph Mbaye et Alioune Tall) sont arrêtés et accusés de « tentative de coup d'État ». Voir : Crise politique de 1962 au Sénégal
- 1963 : Remplacement du régime parlementaire bicéphale (de type Quatrième République) par un régime présidentiel classique.
- 1966 : L'UPS (Union progressiste sénégalaise) devient le parti unique
- 1968 : En mai, manifestation d'étudiants
- 1969 : L'état d'urgence est déclaré
- 1970 : Création de la fonction de Premier Ministre après un référendum ; Abdou Diouf occupe alors le poste.
- 1974 : Libération de Mamadou Dia et de ses coaccusés
- 1976 : Le multipartisme est rétabli
- 1978 : Senghor est réélu président contre Abdoulaye Wade
- 1980 : Le 31 décembre, Léopold Sédar Senghor démissionne
- 1981 : Le 1er janvier Abdou Diouf lui succède
- 1981 : Habib Thiam est nommé Premier ministre
- 1983 : Abdou Diouf est réélu président
- 1988 : Abdou Diouf est réélu président
- 1989 : Rupture des relations diplomatiques avec la Mauritanie
- 1991 : Habib Thiam est nommé Premier ministre ; débuts de la cohabitation au gouvernement
- 1993 : Abdou Diouf est réélu président
- 1994 : Les pleins pouvoirs économiques sont accordés au président Diouf après la dévaluation de 50 % du franc CFA
- 1995 : Abdoulaye Wade est nommé ministre d'État auprès du président
- 1998 : Mamadou Lamine Loum est nommé Premier ministre
- 2000 : Abdoulaye Wade est élu président
- mai 2001 : Mame Madior Boye, qui n'appartient à aucun parti politique, est nommée Premier ministre. C'est la première femme chef de gouvernement d'Afrique francophone, après Agathe Uwilingiyimana, la Première ministre du Rwanda assassinée en 1994 et Élisabeth Domitien, Première ministre de la République centrafricaine entre 1975 et 1976.
- novembre 2002 : la tragédie du Joola (plus de 1 500 morts) est fatale au gouvernement Mame Madior Boye. Idrissa Seck est nommé Premier ministre.
- 21 avril 2004 : Idrissa Seck est remplacé par Macky Sall au poste de Premier ministre.
- 2007 : réélection d'Abdoulaye Wade à la présidence ; Cheikh Hadjibou Soumaré est nommé Premier ministre
- 2008 : Assises nationales du Sénégal
- 30 avril 2009 : Souleymane Ndéné Ndiaye est nommé Premier ministre après la démission de son prédécesseur
- 25 mars 2012 : Macky Sall est élu président
- 3 avril 2012 : le président Macky Sall nomme Abdoul Mbaye Premier ministre
- 1er septembre 2013 : le président Macky Sall nomme Aminata Touré Premier ministre (deuxième femme à occuper ce poste)
- 6 juillet 2014 : le président Macky Sall nomme Mahammed Dionne Premier ministre
- mars 2021 : des manifestations après l'arrestation de l'opposant Ousmane Sonko font 13 morts
- 17 septembre 2022 : Amadou Ba est nommé Premier ministre
- juin 2023 : des manifestations à la suite de la condamnation de Sonko font 15 morts
- février 2024 : le président Sall annonce le report de l'élection présidentielle de février à décembre 2024. Ce report est approuvé à l'Assemblée nationale par les membres de la coalition présidentielle Alliance pour la République (APR) et du Parti démocratique sénégalais (PDS) d'Abdoulaye et Karim Wade. De nombreuses manifestations se déroulent. Ce report est annulé par le Conseil constitutionnel le 15 février sans toutefois qu'une nouvelle date soit fixée[1].
- 6 mars 2024 : Sidiki Kaba est nommé Premier ministre
- 25 mars 2024 : Bassirou Diomaye Faye est élu président

## Pouvoir exécutif
| Fonction                   | Nom                   | Parti  | Depuis                                  |
| -------------------------- | --------------------- | ------ | --------------------------------------- |
| Président de la République | Bassirou Diomaye Faye | PASTEF | 2 avril 2024 (1 an, 4 mois et 11 jours) |
| Premier ministre           | Ousmane Sonko         | PASTEF | 2 avril 2024 (1 an, 4 mois et 11 jours) |

Le président de la République est élu au suffrage universel pour une période de cinq ans depuis la révision constitutionnelle de 2001. Il est chef de l'État et du gouvernement à la suite de la suppression du poste de Premier ministre le 14 mai 2019 en application de la loi constitutionnelle du même jour.

## Pouvoir législatif
Le Parlement est constitué d'une Assemblée nationale, qui compte désormais 165 membres élus à la proportionnelle pour une période de cinq ans.
Les élections législatives sont dissociées de l'élection présidentielle.
Le Sénat sénégalais, supprimé en 2012, comprenait 100 sénateurs dont 65 étaient nommés par le président de la République et 35 élus au suffrage universel indirect par les maires, conseillers municipaux... Le Sénat assurait la représentation des collectivités locales de la République et des Sénégalais établis hors du Sénégal.

## Pouvoir judiciaire
Le Conseil constitutionnel et la Cour de justice constituent les plus hautes instances judiciaires du Sénégal. Leurs membres sont nommés par le président Macky Sall.

## Partis politiques et élections
Liste des principaux partis politiques :
- Alliance pour la République (APR)
- patriotes africains du Sénégal pour le travail, l'éthique et la fraternité (PASTEF, dissous, décret d'abrogation de la dissolution en mars 2024)
- Parti socialiste
- Parti démocratique sénégalais (PDS)
- Rewmi
- Parti de l'indépendance et du travail (PIT)
- Alliance des forces de progrès (AFP)

#### En français
- Giorgio Blundo, « La corruption comme mode de gouvernance locale : trois décennies de décentralisation au Sénégal »,  Politique africaine, 2000, n° 199
- Christian Coulon, Pouvoir maraboutique et pouvoir politique au Sénégal, Paris, Université de Paris, 1976, 2 vol. 594 p. (Thèse d’Etat, remaniée et publiée en 1981 sous le titre Le marabout et le prince. Islam et pouvoir au Sénégal, Paris, Pedone, XII-317 p.)
- Khalifa Dia, Analyse socio-historique des partis marxistes au Sénégal, Dakar, Université de Dakar, 1985, 60 p. (Mémoire de Maîtrise)
- Cheikh Anta Diop, L'Afrique noire pré-coloniale : étude comparée des systèmes politiques et sociaux de l'Europe et de l'Afrique noire, de l'Antiquité à la formation des États modernes, Paris, Présence Africaine, 1960, 220 p.
- Momar Coumba Diop, Gouverner le Sénégal, entre ajustement structurel et développement durable, Paris, Karthala, 2004, 299 p.
- Ismaïla Madior Fall (dir.), Textes constitutionnels du Sénégal : de 1959 à 2007 (réunis et commentés), Centre de recherches, d'étude et de documentation sur les institutions et les législations africaines (CREDILA), Dakar, 2007, 248 p.
- Daouda Fall, « Le contrôle du pouvoir exécutif par l'opinion publique au Sénégal », Revue juridique et politique. Indépendance et coopération, n° 3, 1997, p. 312-319
- Michel Ndiogou Fall, Les partis politiques au Sénégal de 1958 à 1978 à travers les journaux, Dakar, Université de Dakar, 1985, 52 p. (Diplôme d’Etudes Approfondies)
- Issa Thioro Gueye, Les médias sous contrôle : Liberté et responsabilité des journalistes au Sénégal, L'Harmattan, 2006  (ISBN 2296005543)
- Ndiaga Guèye, Pouvoirs intégrés à l'État : pouvoirs parallèles à l'État : les bases sociales du pouvoir politique central au Sénégal, Université du Québec à Montréal, 1983 (M. A.)
- Bernard Kpongaba, Analyse comparative des structures gouvernementales du Cameroun et du Sénégal, Bordeaux, 1988, 172 p.
- Moriba Magassouba, Les partis politiques sénégalais et la question musulmane de 1946 à 1983, Paris, Université de Paris I, 198?, 55 p. (Diplôme d’Etudes Approfondies)
- Toumany Mendy, Politique et puissance de l'argent au Sénégal : les désarrois d'un peuple innocent, L'Harmattan, 2006
- Toumany Mendy, Sénégal : Politiques publiques et engagement politique, L'Harmattan, Paris, 2008, 223 p.  (ISBN 2296053335)
- Maâti Monjib, « Comportement électoral, politique et socialisation confrérique au Sénégal », Politique africaine, n° 69, 1998/03, p. 53-61
- El Hadj Ibrahima Ndao, Sénégal. Histoire des conquêtes démocratiques, NEAS, Dakar, 2003
- Papa Toumané Ndaye, Les dynamismes politiques au Sénégal : 1914-1929. Essai sur les origines du nationalisme africain au Sénégal, Dakar, Université de Dakar, 1979, 120 p. (Mémoire de Maîtrise)
- Jacques Mariel Nzouankeu, Les partis politiques sénégalais, Dakar, Clairafrique, 1984, 146 p.
- F. Diaye, M. Printz, Tine,  Visages publics au Sénégal. 10 personnalités politiques parlent, L'Harmattan, 1991, 260 p.  (ISBN 2-7384-0567-3)
- Christian Roche, Le Sénégal à la conquête de son indépendance, 1939-1960. Chronique de la vie politique et syndicale, de l’Empire français à l’Indépendance, Paris, Karthala, 2001, 286 p.
- Assane Seck et Djibril Samb (Préface), Sénégal, émergence d'une démocratie moderne (1945-2005) : Un itinéraire politique, Karthala, 2005,  (ISBN 2845865058)
- Doudou Sidibé, Démocracie et alternance politique au Sénégal, L'Harmattan, 2006  (ISBN 2296004598)
- Boubacar Sissokho, La vie politique dans les quatre communes du Sénégal entre les deux guerres, Paris VII, Université de Paris VII, 1979, 67 p. (Mémoire de Maîtrise)
- Fatou Sow, Les fonctionnaires de l’administration centrale sénégalaise, Dakar, IFAN, Université de Dakar, 1969, 227 p. (Initiations et Etudes Africaines n°29). (Thèse de 3e cycle soutenue à Paris en 1969)
- Seydou Madani Sy, Les régimes politiques sénégalais de l'indépendance à l'alternance politique : 1960-2008 (préface d'Abdou Diouf, Iroko Éditions, Yaoundé ; Karthala, Paris ; Crepos, Dakar, 2009, 369 p.  (ISBN 978-2-8111-0098-8)
- Iba Der Thiam, L’évolution politique et syndicale du Sénégal colonial de 1840 à 1936, Paris, Université de Paris I, 1983, 9 vol., 5 179 p. (Thèse d’État)
- Bakary Traoré, « L’évolution des partis politiques au Sénégal depuis 1946 », Paris, 1964, in Forces politiques en Afrique Noire, Paris, PUF 1966, p. 1-104. (Mémoire soutenu en 1964 Diplôme d’Etudes Supérieures)
- Bakary Traoré, Naissance et évolution de l’Etat sénégalais. Essai sur le phénomène d’intégration nationale, Paris, Université de Paris I, 1972, 285 p. (Thèse Université)
- François Zuccarelli, Les élections présidentielles et législatives du 25 février 1968 au Sénégal, Montpellier, Université de Montpellier, 1969, 90 p. (Diplôme d’Etudes Supérieures)
- François Zuccarelli, Un parti politique africain : l’Union Progressiste sénégalaise, Paris, Librairie de droit et jurisprudence, Pichon et Durand-Auzias, 1970, 403 p. (Thèse publiée)
- François Zuccarelli, La vie politique dans les quatre communes du Sénégal de 1871 à 1914, Paris, Université de Paris I, 1970 (Thèse de 3e cycle).
- François Zuccarelli, La vie politique sénégalaise (1940-1988), Paris, CHEAM, 1988

#### En anglais
- L.C. Behrman, Muslim Brotherhoods and Politics in Senegal, Harvard University Press, 1970
- Catherine Boone, Merchant Capital and the Roots of State Power in Senegal: 1930-1985, Cambridge University Press, 2006, 317 p.
- Lucy E. Creevey, « Muslim Brotherhoods and Politics in Senegal in 1985 », The Journal of Modern African Studies, n° 4, vol. 23, décembre 1985, p. 715-721
- Sheldon Gellar, Senegal: an African nation between Islam and the West, Westview Press, Oxford, Boulder (Colo.), 1995 (1re éd. 1982), 170 p.  (ISBN 0813310202)
- Sheldon Gellar, Democracy on Senegal: Tocquevillian Analytics In Africa, Palgrave Macmillan, 2005, 256 p.  (ISBN 1403970262)
- G. W. Johnson, The Emergence of Black Politics in Senegal: The Struggle for Power in the Four Communes, 1900-1920, 1971
- E. J. Schumacher, Politics, bureaucracy, and rural development in Senegal, University of California Press Berkeley, 1975, XXII+279 p. (Thèse)
- W. A. E. Skurnik, The Foreign Policy of Senegal, Evanston, Northwestern University Press, 1972, 308 p. (Master’s Thesis ?)

#### Autres langues
- (de) Günther Unser, Intelligenzia und Politik im Senegal : von den Anfängen bis zur Unabhängigkeit im Jahre 1960, Université d'Aix-la-Chapelle, 1971 (thèse)